# Philornis obscurinervis
Philornis obscurinervis är en tvåvingeart som beskrevs av Márcia Souto Couri 1984. Philornis obscurinervis ingår i släktet Philornis och familjen husflugor. Inga underarter finns listade i Catalogue of Life.